# Leah Luv
Leah Luv, née le 28 juillet 1984 à Long Beach (Californie), est une actrice pornographique américaine.

## Biographie
Leah Luv est connue pour ses « Grills » dentaires.
Elle est née le 28 juillet 1984 à Long Beach, en Californie. Elle et son frère ont été élevés par leur père.
Léa a reçu 12 offres de bourses d'études collégiales, elle a dû refuser les offres parce qu'elle était enceinte. Elle a donné naissance à un fils à 17 ans.
Elle a commencé sa carrière dans l'industrie du divertissement pour adultes comme danseuse exotique. Elle a fait sa première scène à l'écran à 19 ans, en Juillet 2003, avec le réalisateur Ed Powers.

## Récompenses et distinctions
- 2006 : CAVR Awards nommée - Star of the year
- 2006 : FAME Awards - Favorite Oral Starlet Finalists
- 2007 : FAME Awards - Favorite Oral Starlet Finalists
- 2007 : FAME Finalists nommée – Dirtiest Girl in Porn
- 2007 : AVN Awards nommée – Best Oral Sex Scene, Video - Hard Candy